# Eva Nathena
Eva Nathena (griechisch Εύα Νάθενα, * 20. Jahrhundert in Iraklio) ist eine griechische Bühnen- und Kostümbildnerin sowie Filmregisseurin. Ihr Film Fonissa (Φόνισσα, englisch The Murderess (Die Mörderin)) wurde von Griechenland für den Oscar in der Kategorie Bester Internationaler Film 2025 nominiert.

## Leben und Karriere
Eva Nathena kam von Kreta nach Athen, um Malerei zu studieren. Sie wurde in Malerei von Chronis Botsoglou und in Regie von Giorgos Ziakas an der Hochschule der Bildenden Künste Athen unterrichtet und entschied sich nach ihrem Abschluss für eine Karriere beim Theater, wo sie seitdem als Bühnen- und Kostümbildnerin arbeitet. Sie begann als Assistentin des griechischen Bühnenbildners Dionysios Fotopoulos. Zu ihren Wirkungsstätten zählen unter anderem das Nationaltheater (Ethniko Theatro), das Staatliche Theater Nordgriechenlands (Κρατικό Θέατρο Βορείου Ελλάδος (ΚΘΒΕ)) und das Theater Pallas Athen. Sie setzte ihre innovativen Ideen für Theaterkostüme und -bühnenbilder um und wurde dafür mehrfach ausgezeichnet. Eine besondere Rolle für ihre Arbeit spielen Aufführungen im antiken Theater von Epidauros, das sie seit ihrem 18. Lebensjahr häufig besucht und ein Ort darstellt, der sie eigenen Angaben zufolge prägte und immer noch anzieht.
Erste Regieerfahrungen im Filmen sammelte Eva Nathena 2022 mit Antigoni, basierend auf dem Drama von Sophokles. Diesen Film drehte sie im Gefängnis von Avlona, er stellte den Abschluss eines von ihr geleitete Workshops für 18- bis 21-jährige Straftäter der Gefängnisschule dar.
In ihrem auf dem Buch von Alexandros Papadiamantis beruhenden Film Fonissa führte sie nicht nur zum ersten Mal Regie bei einem Spielfilm, sondern entwarf auch die Kostüme und leitete die Produktion. Dieser Film feierte auf dem 64. Internationalen Filmfestival Thessaloniki im Herbst 2023 Premiere, erhielt dort mehrere Preise und wurde unter anderem von dem amerikanischen Regisseur Robert Eggers als „hervorragend gedreht“ gelobt. Eva Nathena wurde beim Internationalen Filmfest Shanghai für Fonissa mit dem Preis für die beste Regie ausgezeichnet. Außerdem war ihr Film Griechenlands Kandidat für den Oscar als Bester Internationaler Film 2025, kam jedoch nicht auf die Shortlist der Academy of Motion Picture Arts and Sciences.
In der Zeitung To Vima wurde Eva Nathena von Mia Kollia als „eine der bedeutendsten griechischen Kostüm- und Bühnenbildnerinnen“ bezeichnet. Katerina Taliadourou schrieb über sie auf gossip-tv: „Ihre Arbeit zeichnet sich durch ihre einzigartige Herangehensweise an Bühnen- und Kostümbild aus, da es ihr gelingt, traditionelle Kunst mit zeitgenössischen Elementen zu verbinden und so einzigartige visuelle Erfahrungen für das Publikum zu schaffen. Was sie auszeichnet, ist ihre Fähigkeit, Bühnenbilder und Kostüme in lebendige Teile der Erzählung zu verwandeln und die Atmosphäre und Symbolik jeder Produktion zu verstärken.“
Eva Nathena ist verheiratet mit Kostas Lambropoulos, das Paar hat zwei Kinder.

## Auszeichnungen (Auswahl)
- 2003: Staatlicher Preis für Kostüme (Κρατικό Βραβείο Ενδυματολογίας) für den Film Theatrines
- 2004: Staatlicher Preis für Kostüme für den Film Nymfes
- 2006: Staatlicher Preis für Kostüme für den Film Uranya[10]
- 2023: Preis des griechischen Fernsehsenders ERT (Βραβείο της ΕΡΤ) für den Film Fonissa[11]
- 2023: Preis des griechischen Filmzentrums (Βραβείο του Ελληνικού Κέντρου Κινηματογράφου) für den Film Fonissa[11]
- 2023: Preis Finos Film (Βραβείο Φίνος Φιλμ) für den Film Fonissa[11]
- 2024: Greek Top Women Award, vergeben von eirinika.gr[1]

## Filmografie (Auswahl)
- 2003: Theatrines (Spielfilm, Kostüme)
- 2004: Brides (Νύφες, Bräute) (Spielfilm, Kostüme)[12]
- 2006: Uranya (Spielfilm, Kostüme)
- 2021: Man of God (Ο Άνθρωπος του Θεού, Der Mensch Gottes) (Spielfilm, Kostüme)
- 2024: The Murderess (Φόνισσα) (Spielfilm, Regie, Kostüme und Produktion)

## Theaterproduktion (Auswahl)
- 2015: Billy Eliot – The Musical (Bühnenbild und Kostüme)[13]
- 2016: Syranou (Kostüme)[14]
- 2020: Die Perser (Kostüme)[15]
- 2020: Macbeth (Kostüme)[16]